# 加斯马塔蜥脚类恐龙
加斯马塔蜥脚类恐龙（Gasmata Sauropod，又称Kaiaimunu）是指出没于巴布亚新几内亚新不列颠的神秘动物，有观点认为这是某种幸存的蜥脚类恐龙。

## 历史
据报道，加斯马塔蜥脚类恐龙的目击历史可追溯至20世纪90年代，截至2008年，总共有9名目击者。曾有目击者看见有神秘动物在安布吉岛（Alage Island）与阿拉格岛（Alage Island）间游泳。